# Hauptwil-Gottshaus
Hauptwil-Gottshaus est une commune suisse du canton de Thurgovie, située dans le district de Weinfelden.

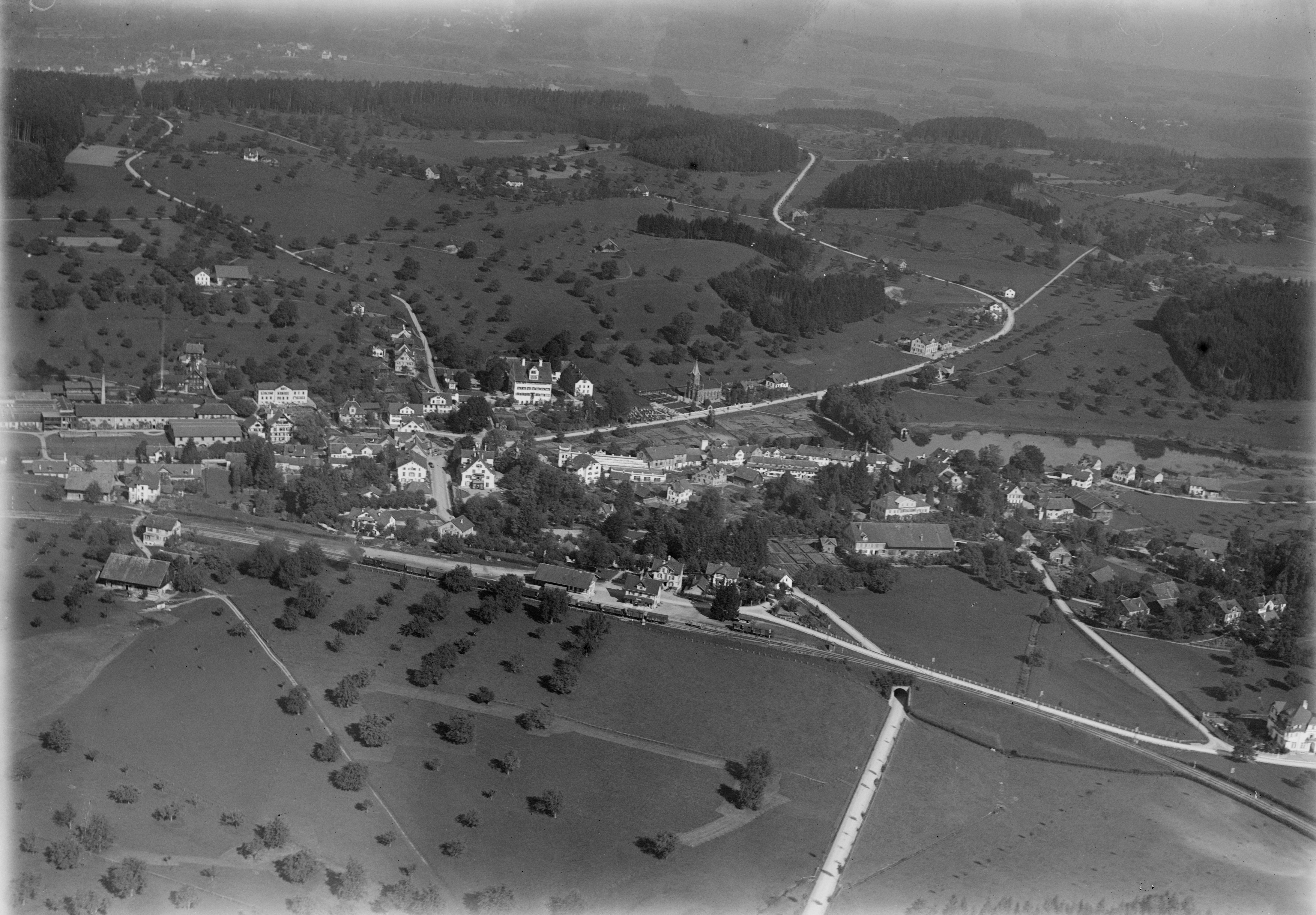
Photo aérienne prise par Walter Mittelholzer (1923).